# Argenteus
Argenteus (slovensko srebrnik), je bil srebrn kovanec Rimskega cesarstva, ki so ga kovali od Dioklecijanove denarne reforme leta 294 do leta 320, ko ga je cesar Konstantin zamenjal s srebrno silikvo. Po masi in čistosti je bil podoben denariju iz Neronovega obdobja. Kovanec je teoretično tehtal 1⁄96 rimske libre, se pravi približno 3 grame, kar je bilo označeno na njegovi zadnji strani (XCVI = 96). 
Naziv argenteus je prvi uporabil Plinij v svoji enciklopediji Naturalis Historia  v izrazu   argenteus nummus, kar pomeni srebrnik. Isti izraz je v 4. stoletju uporabil zgodovinar Amijan, vendar iz njega ni razvidno, da gre za uraden naziv kovanca.  Historia Augusta uporablja izraz argenteus nummus za več izmišljenih kovancev.